# 草甸阿魏
草甸阿魏（学名：Ferula kingdon-wardii）是伞形科阿魏属的植物，是中国的特有植物。分布于中国大陆的云南等地，生长于海拔2,700米至3,200米的地区，多生长于草坡及岩石缝中，目前尚未由人工引种栽培。